# Vizepräsident des Tschad
Die Liste der Vizepräsidenten des Tschad führt die stellvertretenden Präsidenten (französisch Vice-Président du Tchad) des Tschad von 1975 bis 1982 und von 1990 bis 1991 auf.
Es gab keine entsprechende Position während des Regimes von Hissène Habré bis 1989. Nach der derzeit (noch) gültigen Verfassung (Constitution de la République du Tchad 2018) ist der Präsident der Nationalversammlung auch der Stellvertreter des Präsidenten.

## Vizepräsidenten des Tschad
| Name                      | Amtsantritt    | Amtszeitende | Staatsoberhaupt   | Anmerkungen |
| ------------------------- | -------------- | ------------ | ----------------- | ----------- |
| Mamari Djime Ngakinar     | April 1975     | August 1978  | Félix Malloum     | [ 2 ]       |
| Hissène Habré             | August 1978    | März 1979    | Félix Malloum     | [ 3 ]       |
| Negue Djogo               | April 1979     | August 1979  | Lol Mahamat Choua |             |
| Wadel Abdelkader Kamougué | August 1979    | Juni 1982    | Goukouni Oueddei  | [ 4 ] [ 5 ] |
| Bada Abbas Maldoum        | Dezember 1990  | Februar 1991 | Idriss Déby       | [ 6 ] [ 7 ] |
| Djimadoum Tiraina         | 20. April 2021 |              | Mahamat Déby      |             |